# 梁恩東
梁恩東，現職無綫電視戲劇組編劇。畢業後任職工廠，廣告撰稿員，後投考編劇訓練班而加入無綫電視。先加入《歡樂今宵》後轉戰劇組。首部參與劇集創作為《走路新郎哥》，他參與的喜劇作品包括《鐵咀銀牙》、《奸人堅》等。2005年升為編審，首部編審劇集是與蔡淑賢合作的《我的野蠻奶奶》。
參與警匪劇集包括《學警狙擊》、《飛虎》、《雷霆掃毒》，其中《學警狙擊》與朱鏡祺共同創作「梁笑棠（Laughing哥）」，令謝天華憑該角色獲「最佳男配角」。
2016年至2019年間，梁恩東未有為劇集擔任編審，只擔任編劇。
与叶天成、伍立光三人为监制文伟鸿的御用编审

## 編審／編劇列表

### 電視劇（無綫電視）
- 1990年：《走路新郎哥》編劇
- 1992年：《火玫瑰》編劇、《巨人》編劇
- 1994年：《CATWALK俏佳人》編劇、《異度凶情》編劇
- 1996年：《殭屍福星》編劇、《笑傲江湖》編劇
- 1997年：《真命天師》編劇、《大刺客》編劇、《大鬧廣昌隆》編劇
- 1998年：《大澳的天空》編劇
- 1999年：《雙面伊人》編劇、《全院滿座》編劇
- 2001年：《美味情緣》編劇、《駁命老公追老婆》編劇、《勇探實錄》編劇
- 2002年：《情牽百子櫃》編劇、《戇夫成龍》編劇
- 2004年：《足秤老婆八兩夫》編劇、《西廂奇緣》編劇、《同撈同煲》編劇
- 2005年：《我的野蠻奶奶》編審+編劇（與蔡淑賢合作）
- 2006年：《鳳凰四重奏》編審（與蔡淑賢合作）
- 2007年：《亂世佳人》編審+編劇（與李綺華合作）、《奸人堅》編審（與盧美雲合作）、《鐵咀銀牙》編審+編劇（與羅宗耀合作）
- 2008年：《上海傳奇》編審（與劉枝華、李綺華合作）、《疑情別戀》編審（與盧美雲、劉彩雲合作）、《學警狙擊》編審（與朱鏡祺、李綺華合作）、《古靈精探B》編審+編劇（與黃國輝合作）
- 2009年：《刑警》編審+編劇（與劉彩雲合作）
- 2010年：《依家有喜》編審（與黃國輝、陳金鈴合作）
- 2011年：《花花世界花家姐》編審（與潘漫紅合作）、《荃加福祿壽探案》編審（與潘漫紅合作）
- 2012年：《換樂無窮》編審（與陳金鈴合作）、《On Call 36小時》編審（與孫浩浩、潘漫紅合作）、《飛虎》編劇、《雷霆掃毒》編審+編劇（與葉天成合作）
- 2013年：《凶城計中計》編劇、《好心作怪》編審+編劇（與彭美鳳合作）、《My盛Lady》編審（與盧美雲合作）
- 2014年：《使徒行者》編審（與葉天成、伍立光合作）
- 2017年：《性在有情》編審+編劇、《與諜同謀》編劇、《同盟》編劇
- 2017年：《愛·回家之開心速遞》編劇
- 2019年：《包青天再起風雲》編劇、《過街英雄》編劇（海外首播）
- 2021年：《異搜店》編劇
- 2022年：《鐵拳英雄》編劇、《我的驕傲》編審+編劇（譚劍偉合編）、《超能使者》（與盧美雲合作）編審
- 2023年：《隱形戰隊》編審（與林麗媚合作）
- 未播映：《奪命提示》編審（與譚劍偉、湯健萍合作）

### 電影
- 1994年：《醉生夢死之灣仔之虎》